# FN FNX半自動手槍
FN FNX是一系列由比利时槍械製造商埃斯塔勒國營工廠（英語：Fabrique Nationale，簡稱：FN）旗下、位於南卡羅來納州哥倫比亞的美国分公司（FNH USA）所設計和生產的一系列半自動手槍。具有聚合物製造的底把，和分別有不鏽鋼和聚合物兩種可以選擇的套筒。這款手槍在2010年SHOT Show（美國著名槍展）上首次亮相。推出時為發射9×19公釐帕拉貝倫、.40 S&W兩款手槍子彈，其後新增了.45 ACP口徑的衍生型。

## 歷史
自白朗寧大威力半自動手槍誕生後，國營埃斯塔勒不斷研發出該槍的衍生型，憑藉著“白朗寧的遺產”打拼手槍市場。但到了1990年代，現代手槍的迅速發展已經讓白朗寧大威力半自動手槍顯得黯然失色。意識到白朗寧大威力半自動手槍不能成為永久依賴的產品的國營赫斯塔爾開始積極致力於推出新型現代手槍。
2003年，國營赫斯塔爾推出了FNP系列聚合物套筒座手槍。但FNP系列中規中矩沒有特色，在手槍市場上還是不溫不火。後來，國營赫斯塔爾決定下大力量改進設計，打造一款完美手槍，這就是2010年推出的FNX系列手槍。該系列手槍在2010年SHOT Show（美國著名槍展）上首次亮相。

## 標準功能
所有的FNX手槍衍生型都具有能左右手操作操作的大型保險／待擊解脫桿、彈匣釋放按鈕和套筒鎖（套筒釋放裝置、無彈後定桿）。所有的衍生型亦具有凸出方格表面紋理和生產商標誌的握把，套筒前後用以向後拉動的鋸齒型防滑紋，設有一條整合在套筒下、底把的扳機護環前方的防塵蓋用以安裝各種戰術燈、雷射瞄準器和其他戰術配件的MIL-STD-1913綜合戰術配件導軌、固定三點式大型戰鬥機械瞄具，和套筒右側的上膛顯示桿。新型號在銷售時會裝在一個塑料製造的硬式攜帶盒內，連三具專用的可拆卸式彈匣，以及四個可更換式後方握把片。

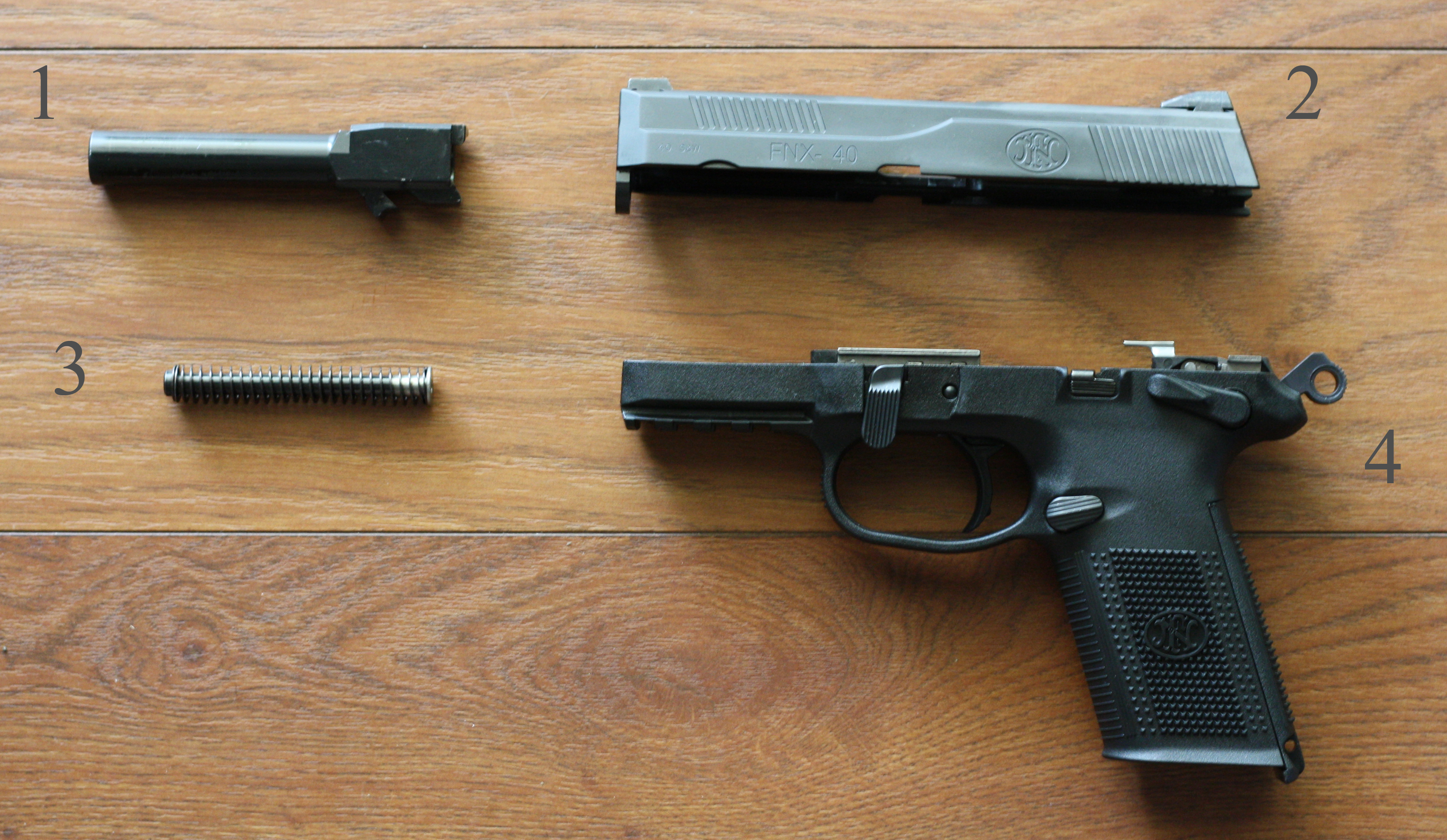
不鏽鋼套筒型FNX-40的不完全分解
1：槍管
2：套筒
3：復進簧
4：機匣（底把）

分解和重新組裝手槍的步驟是比較簡單。在不完全分解的時候，首先把套筒在槍的後方鎖緊，接著把其彈匣釋放下來。將底把左側前方的分解桿順時針向下旋轉九十度，並且在套筒鎖放下套筒以後，讓套筒在輕輕地向底把的前方推動使套筒從底把導軌上移除。套筒從底把上拆下來以後，要把槍管底部的復進簧從套筒上移除才能將槍管移除，這樣就完成其不完全分解的步驟。而重新組裝武器的過程則是相反，先要裝上槍管再裝上復進簧，接著將套筒裝上底把導軌，並且將底把前方的分解桿逆時針向上旋轉，直到套筒在槍的後方鎖緊。

## 衍生型
2011年初，FNX手槍的衍生型分別是FNX-9和FNX-40，並且兩個衍生型都可以選擇使用啞黑色或是不鏽鋼處理的套筒，並有可能具有橄欖色套筒。
2012年10月初，FNH USA推出了FNX-45，具有其一般型、緊湊型和戰術型。一般型和緊湊型可以選擇使用啞黑色或是不鏽鋼處理的套筒；而戰術型可以選擇使用全沙色或是啞黑色處理的套筒及底把，可於套筒上的兩個安裝孔裝上小型反射式瞄準鏡（例如Docter、DeltaPoint或RMR）以及於槍口裝上消聲器（不安裝消聲器時，可安裝槍口螺紋保護環）。
根據最初FNX的生產執行，FNX戰術型預計將會先推出.45 ACP口徑型。也會出現FNX的緊湊型，最有可能也是.45口徑。後者預計將使用10發或12發可拆卸式彈匣，而一般型使用14發可拆卸式彈匣，戰術型則使用15發可拆卸式彈匣。
FNX-45的彈匣後方開了12個標示小孔，編號為「4」至「15」，可以讓使用者更準確和快速通過檢視知道彈匣內的剩餘子彈量。這與原來的FNX對比，FNX40具有「5」、「10」、和「14」的標示小孔，和FNX-9具有「5」、「10」、「15」、和「17」的標示小孔。

## 設計及操作
FNX系列手槍與許多市場上的其他中央式底火手槍一樣，都是使用槍管短行程後座作用的手槍系統。它最主要的不同之處在是於槍管後退和開鎖以及以後的槍管和套筒行程。以分離前計算，FNX的槍管和套筒行程的距離是其他的半自動手槍，例如春田XDM（HS2000）的兩倍。這將有助於減少從手槍感受到的後座力。
FNX系列手槍需要使用擊錘射擊，而非主動型撞針射擊。這種手槍可以單／雙動操作扳機（SA／DA）射擊。
FNX系列手槍的保險機構是基於可在M1911上發現的保險。這槍可以向後降下擊錘，同時鎖上保險，在“降下及鎖定”下攜帶武器。保險桿同時也可作為待擊解脫桿，把手槍從保險狀態以下取出以後，進一步按下保險桿即可。

## 售後市場
與來自諸如格洛克、西格&紹爾、黑克勒&科赫，以至其他公司的其他手槍們相反，FNX並沒有一個大型售後零件和升級市場。為數不多的定制部件生產公司，很少對這些槍這樣做。有些修改，包括槍管的變化、扳機工作、槍套和金屬保險／待擊解脫桿。
其中一間這樣專門從事FNX的售後配件的公司是JathTech有限公司。該公司目前提供了一根延長型金屬保險桿，以取代目前已經知道會對FNX9和40造成問題的原廠製塑料製品。他們很快還將為該手槍提供彈匣延長器，以及扳機套件。
而另一間為該手槍生產槍管、被稱為EFK Firedragon的公司，亦為其生產了轉換槍管、螺紋槍管，以及氣孔式槍管。
多個槍套生產商已經開始為該手槍提供槍套，包括Garrity Gunleather、Cross Breed、Safariland和Fobus。可惜一些買家認為缺乏修改及配件的空間使得這種手槍沒有吸引力。

## 使用國
- 美国
  - 仙谷警察局（英语：Paradise Valley Police Department）在內的一些警察部門

## 資料來源
1. 1 2 3 4 5 6 7 8 9  . http://fnhusa.com - FNH USA Official Website. 2012  [2012-09-03]. （原始内容存档于2013-09-04）. 外部链接存在于|publisher= (帮助)
2. 1 2 3 4 5 6 7 8 9  . http://fnhusa.com - FNH USA Official Website. 2012  [2012-09-03]. （原始内容存档于2013-09-04）. 外部链接存在于|publisher= (帮助)
3. 1 2 3 4 5 6 7 8 9 10  . http://fnhusa.com - FNH USA Official Website. 2012  [2012-09-03]. （原始内容存档于2013-09-04）. 外部链接存在于|publisher= (帮助)
4. 1 2 3 4 5 6 7 8 9 10  . http://fnhusa.com - FNH USA Official Website. 2012  [2012-03-14]. 外部链接存在于|publisher= (帮助)[永久]
5. ↑  . http://fnhusa.com - FNH USA Official Website. 2012  [2012-03-14]. 外部链接存在于|publisher= (帮助)[永久]
6. 1 2 3 4 5 6 7 8 9 10 11  . http://fnhusa.com - FNH USA Official Website. 2012  [2012-09-03]. （原始内容存档于2013-09-02）. 外部链接存在于|publisher= (帮助)
7. ↑  FNX半自動手槍是在哥倫比亞的南卡羅來納州生產，雖然套筒上印上的是“弗雷德里克斯堡，弗吉尼亞州”（Fredericksburg, VA），表明不是在原來地點（位於哥倫比亞的南卡羅來納州）製造，但是FNH USA的聯邦槍械許可證註冊地點要在其FNH USA官方網站的 民用／執法單位（Commercial／LE）的關於我們 （页面存档备份，存于） 才知道。
8. 1 2 3 4 5 6   (PDF), 2010  [2012-03-15], （原始内容 (PDF)存档于2011-08-16）
9. ↑  .   [2012-03-15]. （原始内容存档于2010-12-18）.
10. ↑   (PDF).   [2012-03-15]. （原始内容 (PDF)存档于2011-07-11）.
11. ↑   (PDF).   [2012-03-15]. （原始内容 (PDF)存档于2019-06-10）.

## 外部連結
- （英文）—FNH USA官方網站—FNX—
- （英文）—Owner's manual
- （英文）—FN Manufacturing website
- （英文）—Modern Firearms—FN FNX pistol（页面存档备份，存于）
- （英文）—Taking a Look at the FNX 9mm Pistol（页面存档备份，存于）
- （英文）—Shooting the FNX9 Pt. II: Defense Considerations（页面存档备份，存于）
- （英文）—Impact Guns.com—
  - FN FNX-9 Pistol, 17 Rnd Mag, Black, Used, As New W/Box（页面存档备份，存于）
  - FN FNX-9, DA/SA, BK/BK, 17RD（页面存档备份，存于）
  - FN FNX-9, DA/SA, BK/SS, 17RD（页面存档备份，存于）
  - FN FNX-40, DA/SA, BK/BK, 14RD（页面存档备份，存于）
  - FN FNX-40, DA/SA, BK/SS, 14RD（页面存档备份，存于）
- （英文）—The Firearm Blog.com—
  - FN’s FNP pistols now rebranded as FNX（页面存档备份，存于）
  - New FN FNX-45 Pistol（页面存档备份，存于）
  - FNH’s new FNS-9, FNS-40, and FNX-45 pistols, and the A5X rifle（页面存档备份，存于）
  - The New FN FNX 45 Review（页面存档备份，存于）
  - FN Herstal Belgian Police FNS-9（页面存档备份，存于）
- （英文）—Gunblast.com—FNP-45 Tactical and FNX-40 Semi-Auto Pistols from FNH-USA（页面存档备份，存于）
- （英文）—Guns & Ammo.com—Performance tests and commentary
- （英文）—Handguns Magazine.com—Double-Action Done Right
- （英文）—Tactical-Life.com—
  - FNH USA FNX-9（页面存档备份，存于）
  - FNH USA’S FNX-40（页面存档备份，存于）
  - FNH FNX-45（页面存档备份，存于）
  - Top 10 Guns Of Combat Handguns For 2013（页面存档备份，存于）
  - 56 of the Best Pistols From Specials Weapons Magazine in 2015
  - 26 New Mid- To Full-Sized Handguns On the Market（页面存档备份，存于）
  - Exclusive Video: FN’s Accessory-Ready FNX-45 Tactical Pistol（页面存档备份，存于）
- （英文）—Personal Defense World.com—
  - FNH FNX-45（页面存档备份，存于）
  - FNH FNX-45（页面存档备份，存于）
  - FNX-45（页面存档备份，存于）
  - FNX-45（页面存档备份，存于）
  - 8 Reflex-Ready Handguns Right Out of the Box（页面存档备份，存于）
  - 16 Strong and Silent Threaded-Barrel Pistols（页面存档备份，存于）
  - Tennessee Woman Holds Burglary Suspect At Gunpoint（页面存档备份，存于）
- （英文）—Guns.com—FN FNX[永久]
- （英文）—Valhalla Armory.com—FN FNX 45 Tactical（页面存档备份，存于）
- （简体中文）—D Boy Gun World（槍炮世界）—FNP / FNX系列手枪（页面存档备份，存于）
- （简体中文）—輕兵器—打造完美细节:FNX系列手枪(一)

### 视频
- （英文）—YouTube上的FNH USA FNX-9的宣傳片
- （英文）—YouTube上的FNH USA FNX-40的宣傳片